# Memorial do Genocídio de Bisesero
O Memorial do Genocídio de Bisesero é um monumento construído em 1997, em memória às vítimas do Genocídio em Ruanda. Está localizado no topo da colina Muyira, na cidade de Bisesero, em Ruanda. Mais de 50 mil pessoas foram mortas na cidade durante o genocídio.

## História
Em 1962, com a independência de Ruanda, os Hutu que ficaram no poder, passaram a segregar os Tutsi, que eram minoria. Muitos Tutsi fugiram do país, devido a violência que sofriam pela discriminação.
No ano de 1990, começou uma guerra civil em Ruanda, onde um grupo de rebeldes de Tutsi exigiam o direito de retornar para o país. Em 1993, os líderes dos Hutu e Tutsi assinaram um acordo de paz, onde teriam um governo de poder compartilhado.
No dia 6 de abril de 1994, o presidente Juvénal Habyarimana foi assassinado. Após ao assassinato, os Hutu extremistas, que eram contra o tratado de paz, iniciaram um intenso massacre contra os Tutsi. Neste massacre, morreram mais de um milhão de pessoas, e cerca de duzentas mil pessoas sofreram tortura e violência sexual. Os Tutsi buscaram abrigo na região montanhosa de Bisesero, onde conseguiram fazer uma resistência, utilizando pedras e lanças, mas somente dois mil Tutsi sobreviveram.
Em 8 de novembro de 1994, o Conselho de Segurança das Nações Unidas, através da Resolução 955, criou o Tribunal Penal Internacional para Ruanda, onde ocorre um processo contra as pessoas que cometem genocídios ou outras graves violações dos direitos humanos em Ruanda e em Estados vizinhos.
Em 4 de julho de 1997, inauguraram o memorial, que foi projetado pelo arquiteto Vedaste Ngarambe. Cerca de cinquenta mil a sessenta mil pessoas, vítimas do massacre, foram enterradas no monumento.

## Estrutura
Na entrada, há o arco do triunfo, com a inscrição na língua Kinyarwanda "Urwibutsorwa Jenoside yakorewe Abatutsi Bisesero 1994" (Memorial do genocídio perpetrado contra os tutsis em Bisesero em 1994). Logo após ao arco, há uma grande pedra cercada por lanças. Subindo lances de escadas, há três edifícios que guardam os restos mortais de vítimas do massacre.